# قرار مجلس الأمن التابع للأمم المتحدة رقم 1148
قرار مجلس الأمن التابع للأمم المتحدة رقم 1148، المتخذ بالإجماع في 26 كانون الثاني / يناير 1998، بعد التذكير بجميع القرارات السابقة بشأن الصحراء الغربية، ولا سيما القرار 1133 (1997)، وافق المجلس على نشر وحدة هندسية لدعم نشر بعثة الأمم المتحدة الاستفتاء في الصحراء الغربية.
بدأ القرار بالترحيب بتعيين تشارلز دنبار، الممثل الخاص للأمين العام كوفي عنان. وقد قدم الأمين العام خططاً توضح بالتفصيل تعزيز بعثة الأمم المتحدة للاستفتاء في الصحراء الغربية، ورحب المجلس باستئناف تحديد هوية الناخبين المؤهلين. ووافق على نشر وحدة هندسية للمساعدة في أنشطة إزالة الألغام وموظفين إداريين إضافيين لدعم نشر الأفراد العسكريين. سيتم نشر قوات إضافية عندما تعتبر ضرورية. تمت دعوة كل من الحكومة المغربية وجبهة البوليساريو للتعاون في تنفيذ خطة التسوية وعملية تحديد الهوية في الوقت المناسب.

## روابط خارجية
- نص القرار في undocs.org